# فرانك ر. ديفلن
فرانك ر. ديفلن هو سياسي أمريكي، ولد في 27 أكتوبر 1867 في وندسور في كندا، وتوفي في 25 أغسطس 1945 في بيركيلي في الولايات المتحدة.